# ماکسیم کانونیکوف
ماکسیم سرگیویچ کانونیکوف (روسی: Макси́м Серге́евич Кану́нников؛ زادهٔ ۱۴ ژوئیهٔ ۱۹۹۱) بازیکن فوتبال اهل روسیه است.
وی همچنین در تیم ملی فوتبال روسیه بازی کرده‌است.